# Instituts culturels nationaux de l'Union européenne
Les instituts culturels nationaux de l'Union européenne (connu sous son sigle anglais EUNIC, pour European Union National Institutes for Culture) est un réseau regroupant des instituts culturels et de promotion des langues nationales de l'Union européenne, avec une coordination entre les institutions centrales à Bruxelles et des groupes ((en) clusters) dans différentes villes du monde.
L'objectif d'EUNIC est de créer des partenariats efficaces entre les organisations participantes, d'améliorer et de promouvoir la diversité culturelle et linguistique et la compréhension entre les sociétés européennes et de renforcer le dialogue et la coopération avec les pays hors d'Europe.
La présidence est assurée de manière tournante.

## Présidents
- 2024-2025 :  Liviu Jicman - Institut culturel roumain
- 2022-2023 :  Johannes Ebert - Goethe-Institut
- 2021-2022 :  Guzmán Palacios - Agence espagnole pour la coopération internationale au développement
- 2020-2021 :  Cees de Graaff - DutchCulture, centre for international cooperation
- 2019-2020 :  Roberto Vellano - Ministère des Affaires étrangères et de la Coopération internationale (Italie)
- 2018-2019 :  Augustin Favereau - Ministère de l'Europe et des Affaires étrangères[3]
- 2017-2018 :  Koen Verlaeckt - Departement Internationaal Vlaanderen[4]

- 2016-2017 :  Michael Metz Mørch - Institut culturel danois
- 2015-2016 :  Rafael Rodríguez-Ponga y Salamanca - Institut Cervantes
- 2014-2015 :  Annika Rembe - Institut suédois
- 2013-2014 :  Charles-Étienne Lagasse - Wallonie-Bruxelles International
- 2012-2013 :  Delphine Borione - Ministère des Affaires étrangères (France)
- 2011-2012 :  Ana Paula Laborinho, Institut Camões
- 2009-2010 :  Horia-Roman Patapievici, Institut culturel roumain

## Conseil
Les membres du conseil pour 2016-2017 sont :
- Président :  Michael Metz Mørch - Institut culturel danois
- Premier vice-président :  Koen Verlaeckt - Département flamand des Affaires étrangères (Departement internationaal Vlaanderen)
- Deuxième vice-président : Johannes Ebert - Institut Goethe
- Autres membres : 
  - Anne Grillo - Ministère français des Affaires étrangères et du Développement international (Direction de la culture, de l'enseignement, de la recherche et du réseau)
  - Teresa Indjein - Ministère autrichien des Affaires étrangères, européennes et de l'intégration
  - Małgorzata Wierzejska - Ministère polonais des Affaires étrangères

Les membres du conseil pour 2015-2016 sont :
- Président : Rafael Rodríguez-Ponga y Salamanca - Institut Cervantes
- Premier vice-président : Michael Metz Mørch - Institut danois
- Deuxième vice-président : Koen Verlaeckt - Département flamand des Affaires étrangères (Departement internationaal Vlaanderen)

Les membres du conseil pour 2014-2015 sont :
- Président : Annika Rembe - Institut suédois
- Premier vice-présidente : Rafael Rodríguez-Ponga y Salamanca - Institut Cervantes
- Deuxième vice-président : Pal Hatos - Institut Balassi

## Institutions participantes
- Allemagne : Institut Goethe et Institut für Auslandsbeziehungen
- Autriche : ministère fédéral des Affaires étrangères
- Belgique :
  -  Communauté flamande : Vlaams-Nederlands Huis deBuren et het Departement internationaal Vlaanderen
  -  Communauté française : Wallonie-Bruxelles International
- Bulgarie : ministère de la Culture (bg)
- Chypre : ministère de l'Éducation et de la Culture (en)
- Croatie : ministère des Affaires étrangères et européennes (hr) « Hrvatska kuća – Croatia House – Maison de la Croatie »
- Danemark : Institut culturel danois
- Espagne : Institut Cervantes
- Estonie : Institut estonien
- Finlande : Instituts culturels et universitaires finlandais
- France : Alliance française, Institut français et ministère des Affaires étrangères
- Grèce : ministère des Affaires étrangères de la République hellénique
- Hongrie : Institut Balassi
- Irlande : Culture Ireland (Cultúr Éireann) (en)
- Italie : Società Dante Alighieri
- Italie : ministère des Affaires étrangères et de la Coopération internationale
- Lettonie : Institut letton (lv)
- Lituanie : K-Operator
- Luxembourg : Centre culturel de rencontre Abbaye de Neumünster
- Pays-Bas : SICA - Centre néerlandais pour les activités culturelles internationales (Stichting Internationale Culturele Activiteiten)
- Pologne : ministère des Affaires étrangères
- Portugal : Institut Camões
- Roumanie : Institut culturel roumain
- Royaume-Uni : British Council
- Slovaquie : ministère des Affaires étrangères (sk)
- Slovénie : ministère de la Culture (sl)
- Suède : Institut suédois
- République tchèque : Centre tchèque

## Villes ou pays d’implantation
- Afghanistan
- Afrique du Sud
- Allemagne - Berlin
- Allemagne - Hambourg
- Allemagne - Stuttgart
- Argentine - Buenos Aires
- Argentine - Córdoba
- Australie - Melbourne
- Australie - Sydney
- Autriche
- Bosnie-Herzégovine
- Brésil
- Bruxelles[5]
- Bulgarie
- Canada
- Chili
- Chine
- Corée
- Croatie
- Danemark
- Espagne
- Estonie
- États-Unis - New York
- Éthiopie
- Finlande
- France - Bordeaux
- France - Lyon
- Grèce
- Hongrie
- Inde
- Irlande
- Italie - Milan
- Italie - Rome
- Japon
- Lettonie
- Lituanie
- Norvège
- Pays-Bas
- Pérou
- Pologne - Cracovie
- Pologne - Varsovie
- Portugal
- Roumanie
- Royaume-Uni - Écosse
- Royaume-Uni - Londres
- Russie
- Serbie
- Slovaquie
- Slovénie
- Suède
- Tchéquie
- Ukraine
- Venezuela